# Quatuor Doležal
Le Quatuor Doležal (Doležalovo kvarteto en tchèque) est un quatuor à cordes tchèque fondé en 1972.

## Historique
Le Quatuor Doležal, du nom de son altiste et fondateur Karel Doležal, est créé en 1972.
Les membres fondateurs sont, outre Doležal, Milan Puklický au premier violon, Josef Kekula au second violon et Vladimir Leixner au violoncelle.
L'ensemble travaille avec les membres du Quatuor Smetana et Raphael Hillyer (en), altiste du Quatuor Juilliard.
Le Quatuor Doležal est lauréat de plusieurs concours internationaux, le Concours international du Printemps de Prague en 1975, le Concours international de quatuors à cordes de Bordeaux en 1977 et le Concours Jeunes artistes de concert (en) de New York en 1980, notamment.
En 1985, trois membres quittent la formation pour fonder le Quatuor Stamic.
En 2003, Karel Doležal décide de passer la main à la jeune génération. Le quatuor est entièrement renouvelé et la nouvelle formation donne son premier concert en 2005.
En 2023, les membres du quatuor Doležal sont Václav Dvořák et Alexej Rosík aux violons, Martin Adamovič à l'alto et Vojtěch Urban au violoncelle.

## Membres
Depuis l'origine, les membres du quatuor sont :
- premier violon : Milan Puklický (1972-1980), Bohuslav Matoušek (1980-1985), Boris Monoszon (1985-1990), Jiři Fišer (1990-2004), Václav Dvořák (depuis 2008) ;
- second violon : Josef Kekula (1972-1985), Jiři Fišer (1985-1990), Vladimir Kučera (1990-2002), Jan Mikeš (2002-2003), Ondřej Pustějovský (2008-), Jan Zrostlík, Alexej Rosík ;
- alto : Karel Doležal, Martin Stupka (2008-), Martin Adamovič ;
- violoncelle : Vladimir Leixner (1972-1985), Bohuslav Pavlas (1985-1986), Petr Hejný (1986-2003), Jan Zvěřina (2008-), Vojtěch Urban.

## Créations
Le Quatuor Doležal est le créateur de plusieurs œuvres, d'Oldřich Flosman (cs), Václav Lídl (cs), Jiří Pauer et Klement Slavický (en), notamment.